# Torre Gerbrandy

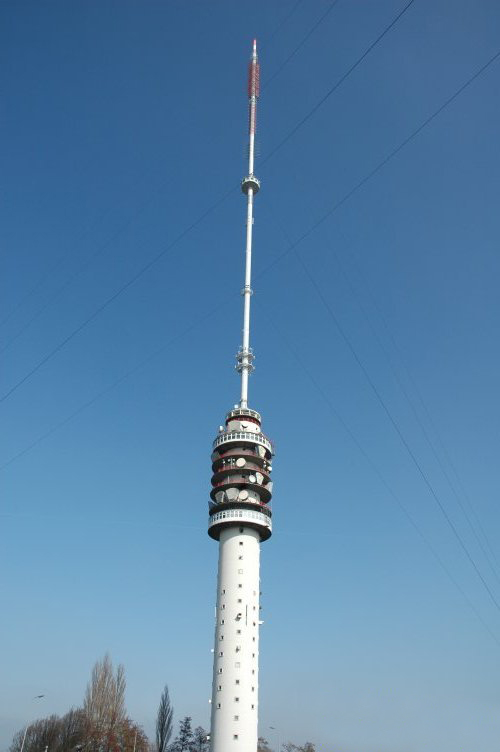
Torre Gerbrandy, IJsselstein, nos Países Baixos

A Torre Gerbrandy (em neerlandês:  Gerbrandytoren Lopik) é uma torre construída em 1961 nos Países Baixos, situada em IJsselstein.
A Torre Gerbrandy é utilizada para serviços de rádio direcional e para transmissão de FM e TV. A Torre Gerbrandy consiste em uma torre de concreto com 100 metros de altura na qual é montado um mastro aéreo estaiado. Sua altura total era originalmente de 382,5 metros, mas em 1987 foi reduzida para 375 metros.
Em 2 de agosto de 2007 sua antena analógica foi substituída por uma digital reduzindo sua altura em mais 9 metros. Sua altura é agora de 366,8 metros.
Este tipo de torre é uma torre parcialmente estaiada, que combina uma torre de antenas de pé livre inferior com um mastro estaiado superior. Se a estrutura for contada como uma torre, é a torre mais alta da Europa Ocidental. A Torre Gerbrandy não é a única torre que consiste em uma torre de concreto sobre a qual é colocado um mastro estaiado. Há uma torre semelhante, mas menor, com a mesma estrutura na Holanda, a torre de rádio da Zendstation Smilde, que consistia em uma torre de concreto de 80 metros de altura, na qual foi montado um mastro estaiado de 223,5 metros de altura. Esta estrutura desabou após um incêndio em 15 de julho de 2011. A reconstrução dessa torre começou no final de 2011 e foi concluída em outubro de 2012; a estrutura de substituição também é uma torre parcialmente estaiada, agora com 303 metros de altura.